# Thuê máy bay
Cho thuê máy bay là việc các hãng hàng không và các nhà khai thác máy bay khác thuê máy bay vận hành. Các hãng hàng không thuê máy bay từ các hãng hàng không hoặc các công ty cho thuê khác vì hai lý do chính: để vận hành máy bay mà không phải chịu gánh nặng tài chính khi mua chúng, và để tăng công suất tạm thời. Ngành hàng không có hai loại cho thuê chính: cho thuê ướt, thường được sử dụng để cho thuê ngắn hạn và cho thuê khô, điều này là bình thường hơn đối với các hợp đồng thuê dài hạn. Ngành hàng không cũng sử dụng kết hợp ướt và khô. Ví dụ, khi máy bay được cho thuê ướt để thiết lập các dịch vụ mới, sau đó khi các chuyến bay hoặc phi hành đoàn của hãng hàng không được đào tạo, họ có thể được chuyển sang hợp đồng thuê khô.

## Thị trường
Cho thuê vận hành máy bay phản lực chiếm ít hơn 2% đội bay năm 1976, sau đó 15% vào đầu những năm 1990, 25% vào năm 2000 và 40% vào năm 2017, với các bên cho thuê tham gia vào 62% giây tay giao dịch máy bay giữa vòng đời kể từ năm 2000: 42% ở châu Âu và 29% ở Bắc Mỹ.
Trong năm 2015, hơn 120 tỷ đô la máy bay thương mại đã được giao trên toàn thế giới và một nửa số bên cho thuê toàn cầu có trụ sở tại Ireland.
DO yêu cầu tăng trưởng mạnh, tích cực hơn, những đơn vị vận hành máy bay nhỏ hơn đã trả quá nhiều cho tài sản của họ trong thị trường bán và cho thuê và sau đó được tính vào giá thuê để giành được doanh nghiệp, với dự trữ bảo trì thấp hơn và điều kiện hoàn trả: đã rơi xuống 0,6% mỗi tháng (7.2% mỗi năm), thậm chí đạt 0,55% (6.6% mỗi năm).
Dù có các vụ phá sản của Air Berlin và Monarch Airlines, việc tàu bay thuê của họ đã được đặt nhanh chóng có "mức giá thị trường bình thường" do tăng trưởng giao thông toàn cầu km doanh thu hành khách là tăng 7,7% so với một năm đến tháng 9 năm 2017, và Airbus cuộc đấu tranh để cung cấp A320neo do sự chậm trễ cung cấp động cơ.
Vào năm 2007, Bắc Kinh đã cho phép các ngân hàng Trung Quốc bắt đầu các đơn vị cho thuê và chín bên cho thuê Trung Quốc là một phần của 50 công ty lớn nhất năm 2017, dẫn đầu là ICBC cho thuê trong mười công ty hàng đầu, có giá trị của đội tàu được quản lý của họ tăng 15% kể từ năm 2016. Trong một vài trường hợp, các bên cho thuê Trung Quốc quên rằng họ phải thuê lại thứ cấp và bỏ lỡ thời gian giao hàng lại, mắc kẹt máy bay trong vài tháng.
Cho thuê thường được neo với lãi suất LIBOR. A320neo và B737 MAX 8 mức giá cho thuê cao hơn 20-30.000 đô la so với người tiền nhiệm của họ: vào năm 2018, B737-8 có thể được cho thuê với giá hơn 385.000 đô la một tháng và thời hạn 12 năm với tín dụng tốt có thể thấp hơn 370.000 đô la mỗi tháng cho một chiếc A320neo (0,74% trong khoảng 49 triệu đô la chi phí vốn), tạo ra doanh thu 53 triệu đô la và hơn 8,5 triệu đô la trong khoản bồi thường cho thuê cho bảo trì, trong khi vẫn trị giá 20 triệu đô la.
Các hãng hàng không không có khả năng thỏa thuận mua trực tiếp máy bay trực tiếp từ nhà máy hoặc các hãng hàng không muốn duy trì sự linh hoạt có thể thuê máy bay của họ với cho thuê vận hành hoặc cho thuê tài chính.

## Thuê ướt
Hợp đồng thuê ướt là một thỏa thuận cho thuê, theo đó một hãng hàng không (bên cho thuê) cung cấp một máy bay, phi hành đoàn hoàn chỉnh, bảo trì và bảo hiểm (ACMI) cho một hãng hàng không hoặc loại hình kinh doanh khác hoạt động như một người môi giới của du lịch hàng không (bên thuê), trả tiền theo giờ hoạt động. Bên thuê cung cấp nhiên liệu và chi trả phí sân bay, và bất kỳ nghĩa vụ, thuế nào khác, v.v... Chuyến bay sử dụng số chuyến bay của bên thuê. Hợp đồng thuê ướt thường kéo dài từ 1 tháng đến 24 tháng. Một hợp đồng thuê ướt thường được sử dụng trong các mùa giao thông cao điểm hoặc hàng năm kiểm tra bảo dưỡng nặng hoặc để bắt đầu các tuyến mới. A wet-leased aircraft may be used to fly services into countries where the lessee is banned from operating.
Chúng cũng có thể được coi là một hình thức thuê chuyến, theo đó bên cho thuê cung cấp các dịch vụ vận hành tối thiểu, bao gồm ACMI và bên thuê cung cấp số dư dịch vụ cùng với số chuyến bay. Trong tất cả các hình thức thuê tàu khác, bên cho thuê cung cấp số hiệu chuyến bay. Biến thể của hợp đồng thuê bao gồm thỏa thuận chia sẻ mã và thỏa thuận nhóm ghế.
Cho thuê ướt đôi khi được sử dụng vì lý do chính trị. Chẳng hạn, EgyptAir, một doanh nghiệp của chính phủ Ai Cập, không thể bay đến Israel dưới tên riêng của mình, như một vấn đề của Ai Cập với chính sách của chính phủ Isarel. Do đó, các chuyến bay của Ai Cập từ Cairo đến Tel Aviv được điều hành bởi Air Sinai, nơi cho thuê ướt từ Ai Cập để giải quyết vấn đề chính trị.

## Thuê khô
Hợp đồng thuê khô là một thỏa thuận cho thuê, theo đó một thực thể tài trợ máy bay (bên cho thuê), chẳng hạn như GECAS, AerCap hoặc Air Hire Corporation, cung cấp một máy bay không có phi hành đoàn, mặt đất nhân viên, vv Cho thuê khô thường được sử dụng bởi các công ty cho thuê và ngân hàng, yêu cầu bên thuê phải đặt máy bay trên chứng chỉ khai thác không khí (AOC) và cung cấp đăng ký máy bay. Một hợp đồng thuê khô điển hình kéo dài đến hai năm và có các điều kiện nhất định liên quan đến khấu hao, bảo trì, bảo hiểm, vv, tùy thuộc vào vị trí địa lý, hoàn cảnh chính trị, v.v.
Một thỏa thuận thuê khô cũng có thể được thực hiện giữa hãng hàng không lớn và hãng hàng không khu vực, trong đó hãng hàng không lớn cung cấp máy bay và nhà điều hành khu vực cung cấp phi hành đoàn, bảo trì và các khía cạnh hoạt động khác của máy bay, sau đó có thể được vận hành dưới tên của hãng hàng không lớn hoặc một số tên tương tự. Một hợp đồng thuê khô giúp tiết kiệm cho các hãng hàng không lớn chi phí đào tạo nhân viên để bay và bảo trì máy bay, cùng với những cân nhắc khác (như hợp đồng liên minh so le, nhân viên sân bay khu vực, v.v.). FedEx Express sử dụng cách sắp xếp loại này cho các hoạt động trung chuyển của mình, ký hợp đồng với các công ty như Empire Airlines, Mountain Air Cargo, Swiftair và các công ty khác để vận hành một và máy bay "trung chuyển" turbo-prop động cơ đôi ở Mỹ. DHL có một liên doanh tại Hoa Kỳ với Polar Air Cargo, một công ty con của Atlas Air, để vận hành việc giao hàng nội địa của họ.

## Các nhà cho thuê máy bay
Vào cuối tháng 7 năm 2015, 50 bên cho thuê máy bay hàng đầu đã quản lý 8.184 máy bay: 511 tuabin máy bay khu vực, 792 máy bay phản lực khu vực, 5.612 máy bay thân hẹp và 1.253 máy bay thân rộng. Năm 2017, 150 bên cho thuê đang quản lý 8.400 máy bay trị giá 256 tỷ USD với 2.321 máy bay tồn đọng từ 28 trong số đó, khả năng thâm nhập của họ đã ổn định ở mức 42,6%.
Bên cho thuê máy bay thường là ngân hàng, quỹ phòng hộ hoặc các tổ chức tài chính.
Ngành tài chính máy bay là một ngành trị giá 140 tỷ đô la, do Ireland thống trị do sự trỗi dậy và sụp đổ năm 1992 của nhà tiên phong Guinness Peat Aviation (GPA), trong đó các cựu giám đốc điều hành các bên cho thuê lớn nhất: Aengus Kelly là CEO của AerCap, lớn nhất thế giới,
Domhnal Slattery đứng đầu lớn thứ ba, Avolon và Peter Barrett xếp thứ tư, SMBC Aviation Capital trong khi lớn thứ hai, GECAS, được hình thành từ hulk của GPA.
| Hạng | Nhà cho thuê vận hành          | Đội tàu bay | Backlog | Giá trị ($mn) | 2012 Hạng | 2015 đội tàu | Máy bay cánh quạt | máy bay phản lực khu vực | Thân hẹp | Thân rộng |
| ---- | ------------------------------ | ----------- | ------- | ------------- | --------- | ------------ | ----------------- | ------------------------ | -------- | --------- |
| 1    | AerCap                         | 1,153       | 339     | 33,994        | 9         | 1,279        | -                 | 4                        | 970      | 305       |
| 2    | GECAS                          | 931         | 304     | 22,358        | 1         | 1,608        | 31                | 374                      | 1,035    | 168       |
| 3    | Air Lease Corporation          | 271         | 357     | 13,120        | 9         | 251          | 18                | 27                       | 162      | 44        |
| 4    | SMBC Aviation Capital (ex RBS) | 445         | 200     | 13,796        | 6         | 393          | -                 | 7                        | 378      | 8         |
| 5    | BOC Aviation                   | 285         | 176     | 12,653        | 10        | 256          | -                 | 16                       | 204      | 36        |
| 6    | Avolon                         | 546         | 257     | 19,167        | 17        | 166          | -                 | 6                        | 140      | 20        |
| 7    | BBAM (incl NBB & FLY Leasing)  | 390         |         | 15,284        | 3         | 413          | -                 | 2                        | 357      | 54        |
| 8    | Aviation Capital Group         | 250         | 132     | 5,397         | 4         | 273          | -                 | -                        | 264      | 9         |
| 9    | ICBC Leasing Co                | 277         | 45      | 12,488        | 16        | 173          | -                 | 13                       | 131      | 29        |
| 10   | AWAS                           | 231         | 15      | 5,844         | 7         | 295          | -                 | -                        | 242      | 53        |
| 11   | Macquarie AirFinance           | 202         | 40      | 4,726         | 13        | 176          | -                 | 4                        | 160      | 12        |
| 12   | CDB Aviation Lease Finance     | 151         | 49      | 5,569         | 26        | 120          | -                 | 20                       | 68       | 32        |
| 13   | Aircastle Limited              | 192         |         | 4,938         | 14        | 141          | -                 | 5                        | 77       | 59        |
| 14   | ALAFCO                         | 60          | 124     | 2,750         | 12        | 49           | -                 | -                        | 46       | 3         |
| 15   | Boeing Capital Corp            | 174         |         | 1,369         | 11        |              |                   |                          |          |           |
| 16   | China Aircraft Leasing Limited | 90          | 138     | 4,278         | 63        | 47           | -                 | -                        | 43       | 4         |
| 17   | ORIX Aviation                  | 167         |         | 3,991         | 15        | 148          | -                 | 2                        | 132      | 14        |
| 18   | Standard Chartered Aviation    | 120         | 10      | 4,077         | 18        |              |                   |                          |          |           |
| 19   | Jackson Square Aviation        | 117         |         | 4,681         | 25        | 110          | -                 | -                        | 97       | 13        |
| 20   | BoCom Leasing                  | 114         |         | 4,328         | 81        | 49           | -                 | -                        | 38       | 11        |

Các đơn vị cho thuê ưa thích máy bay hẹp hơn thân rộng do có nhiều cơ hội tiếp thị lại và thời gian cấu hình lại đáng kể và chi phí máy bay lớn hơn yêu cầu. 
Định cấu hình lại A330 - 300 có thể có giá 7 triệu đô la Mỹ và thậm chí nhiều hơn cho B777 - 300ER hoặc A380: giới thiệu IFE - 1,5 triệu đô la (5.000 đô la mỗi lần ghế ngồi), thay thế ghế kinh doanh - 1,5 triệu đô la (30.000 đô la mỗi chiếc), thay thế ghế kinh tế - 1 triệu đô la (mỗi đô la 5.000 đô la), nhà vệ sinh hoặc nhà bếp mới - 100.000 đô la, dải phân cách - 50.000 đô la, đơn vị dịch vụ hành khách - 9.000 đô la cho mỗi hành khách, bảng điều khiển bên hông - mỗi bảng 6.000 đô la, cập nhật cơ sở dữ liệu IFE - 125.000 đô la, sơn lại máy bay - 100.000 đô la, chi phí kỹ thuật - 100.000 đô la.